# Ґозлін-Малий
Ґозлін-Малий (пол. Goźlin Mały) — село в Польщі, у гміні Вільґа Ґарволінського повіту Мазовецького воєводства.
Населення — 179 осіб (2011).

## Демографія
Демографічна структура станом на 31 березня 2011 року:
|          | Загалом | Допрацездатний вік | Працездатний вік | Постпрацездатний вік |
| -------- | ------- | ------------------ | ---------------- | -------------------- |
| Чоловіки | 91      | 18                 | 58               | 15                   |
| Жінки    | 88      | 23                 | 41               | 24                   |
| Разом    | 179     | 41                 | 99               | 39                   |